# أندرو ديفيدسون (سياسي كندي)
أندرو ديفيدسون هو سياسي كندي، ولد في 1990 في جورجينا في كندا. نشط حزبياً في حزب المحافظين الكندي. وقد انتخب عضو مجلس العموم الكندي (25 فبراير 2019 – ).